# بطولة أوروبا لألعاب القوى 2024 – سباق 100 متر للرجال
أقيمت منافسات سباق 100 متر للرجال في بطولة أوروبا لألعاب القوى 2024 في ملعب أولمبيكو، في روما، إيطاليا يومي 7 و8 يونيو 2024. حقق مارسيل جاكوبس أفضل توقيت له هذا الموسم، وهو 10.02 ثانية، لينال الميدالية الذهبية. وحصل زميله الإيطالي تشيتورو علي على الميدالية الفضية بزمن 10.05 ثانية، بينما نال البريطاني روميل غليف الميدالية البرونزية بزمن 10.06 ثانية. منح فوز جاكوبس بالميدالية الذهبية في سباق 100 متر إيطاليا ثالث ميدالية ذهبية والخامسة في اليومين الأولين لأصحاب الأرض.

## الرقم القياسي
| الأرقام القياسية قبل بطولة أوروبا لألعاب القوى 2024 | الأرقام القياسية قبل بطولة أوروبا لألعاب القوى 2024 | الأرقام القياسية قبل بطولة أوروبا لألعاب القوى 2024 | الأرقام القياسية قبل بطولة أوروبا لألعاب القوى 2024 | الأرقام القياسية قبل بطولة أوروبا لألعاب القوى 2024 |
| --------------------------------------------------- | --------------------------------------------------- | --------------------------------------------------- | --------------------------------------------------- | --------------------------------------------------- |
| الرقم القياسي العالمي                               | يوسين بولت (جامايكا)                                | 9.58                                                | برلين، ألمانيا                                      | 16 أغسطس 2009                                       |
| الرقم القياسي الأوروبي                              | مارسيل جاكوبس (إيطاليا)                             | 9.80                                                | طوكيو، اليابان                                      | 01 أغسطس 2021                                       |
| سجل البطولة                                         | زارنيل هيوز (بريطانيا)                              | 9.95                                                | برلين، ألمانيا                                      | 07 أغسطس 2018                                       |
| سجل البطولة                                         | لامونت مارسيل جاكوبس (إيطاليا)                      | 9.95                                                | ميونيخ، ألمانيا                                     | 16 أغسطس 2022                                       |
| الرقم الرائد عالميًا                                 | أوبليك سيفيل (جامايكا)                              | 9٫82                                                | كينغستون، جامايكا                                   | 01 يونيو 2024                                       |
| الرقم الرائد أوروبياً                                | جيرميا آزو (بريطانيا العظمى)                        | 9٫97 '                                              | ليفركوزن، ألمانيا                                   | 25 مايو 2024                                        |

## الجدول
جميع الأوقات بالتوقيت المحلي (UTC+2)
| التاريخ       | الوقت | جولة          |
| ------------- | ----- | ------------- |
| 07 يونيو 2024 | 21:10 | الجولة الأولى |
| 08 يونيو 2024 | 20:10 | نصف النهائي   |
| 08 يونيو 2024 | 22:53 | نهائي         |

## النتائج

### الجولة الأولى
تأهل أسرع 14 رياضيًا إلى نصف النهائي. وتم إعفاء أفضل 10 رياضيين تصنيفًا من سباق الجولة الأولى والتأهل إلى نصف النهائي.

#### تصفيات الجولة الأولى
نتائج تصفيات الجولة الأولى من سباق 100 متر للرجال.
| المركز             | المسار             | الرياضية           | البلد              | الوقت          | الملاحظات      |
| ------------------ | ------------------ | ------------------ | ------------------ | -------------- | -------------- |
| 1                  | 8                  | بابلو ماتيو        | فرنسا              | 10.18          | q              |
| 2                  | 6                  | ماتيو ميلوزو       | إيطاليا            | 10.21          | q              |
| 3                  | 5                  | سايمون هانسن       | الدنمارك           | 10.22          | q              |
| 4                  | 9                  | ويليام ريس         | سويسرا             | 10.35          | q, SB          |
| 5                  | 2                  | كارلوس ناسيمنتو    | البرتغال           | 10.35          | q, SB          |
| 6                  | 3                  | ماريك زاكجيفسكي    | بولندا             | 10.36          |                |
| 7                  | 4                  | زدينيك سترومشيك    | جمهورية التشيك     | 10.39          |                |
| 8                  | 7                  | أليكسا كيانوفيتش   | صربيا              | 10.54          |                |
| اتجاه وسرعة الرياح | اتجاه وسرعة الرياح | اتجاه وسرعة الرياح | اتجاه وسرعة الرياح | +0.2 متر/ثانية | +0.2 متر/ثانية |

#### تصفيات الجولة الثانية
نتائج تصفيات الجولة الثانية من سباق 100 متر للرجال.
| المركز             | المسار             | الرياضية            | البلد              | الوقت          | الملاحظات      |
| ------------------ | ------------------ | ------------------- | ------------------ | -------------- | -------------- |
| 1                  | 8                  | أوليفر فدوفيك       | بولندا             | 10.26          | q              |
| 2                  | 7                  | روبن غانتر          | ألمانيا            | 10.29          | q              |
| 3                  | 6                  | إسرائيل أولاتوندي   | جمهورية أيرلندا    | 10.31          | q, SB          |
| 4                  | 3                  | روبرتو ريجالي       | إيطاليا            | 10.34          | q              |
| 5                  | 4                  | يان فولكو           | سلوفاكيا           | 10.35          | q, SB          |
| 6                  | 5                  | يان فيليبا          | جمهورية التشيك     | 10.53          | SB             |
| 7                  | 2                  | فرانشيسكو سانسوفيني | سان مارينو         | 10.55          | SB             |
| –                  | 9                  | ميبا-ميكائيل زيز    | فرنسا              | DQ             | TR16.8         |
| اتجاه وسرعة الرياح | اتجاه وسرعة الرياح | اتجاه وسرعة الرياح  | اتجاه وسرعة الرياح | +0.8 متر/ثانية | +0.8 متر/ثانية |

#### تصفيات الجولة الثالثة
نتائج تصفيات الجولة الثالثة من سباق 100 متر للرجال.
| المركز             | المسار             | الرياضية            | البلد              | الوقت          | الملاحظات      |
| ------------------ | ------------------ | ------------------- | ------------------ | -------------- | -------------- |
| 1                  | 2                  | تشيجيندو يوجاه      | بريطانيا العظمى    | 10.23          | q              |
| 2                  | 3                  | جويليم كريسبي       | إسبانيا            | 10.25          | q              |
| 3                  | 8                  | كايهان أوزير        | تركيا              | 10.34          | q              |
| 4                  | 6                  | أني كورين برابوتنيك | سلوفينيا           | 10.34          | q              |
| 5                  | 4                  | إيونيس نيفانتوبولوس | اليونان            | 10.40          |                |
| 6                  | 5                  | إيزاك هيوز          | السويد             | 10.40          | SB             |
| 7                  | 9                  | كارل إريك نازاروف   | إستونيا            | 10.49          | SB             |
| 8                  | 7                  | كريغ جيل            | جبل طارق           | 11.17          | SB             |
| اتجاه وسرعة الرياح | اتجاه وسرعة الرياح | اتجاه وسرعة الرياح  | اتجاه وسرعة الرياح | +0.5 متر/ثانية | +0.5 متر/ثانية |

### الدور نصف النهائي
يتأهل من جولة نصف النهائي أول متسابقين في كل جولة وثم أفضل متسابقين بعد ذلك إلى النهائي.

#### نصف النهائي الأول
نتائج تصفيات الجولة نصف النهائي الأول من سباق 100 متر للرجال.
| المركز             | المسار             | الرياضية           | البلد              | الوقت          | الملاحظات      |
| ------------------ | ------------------ | ------------------ | ------------------ | -------------- | -------------- |
| 1                  | 5                  | روميل غليف*        | بريطانيا العظمى    | 10.11          | Q              |
| 2                  | 7                  | هنريك لارسون*      | السويد             | 10.14          | Q              |
| 3                  | 4                  | روبن غانتر         | ألمانيا            | 10.21          | q              |
| 4                  | 9                  | أوليفر فدوفيك      | بولندا             | 10.25          |                |
| 5                  | 6                  | ماركوس فوكس*       | النمسا             | 10.29          |                |
| 6                  | 3                  | ويليام ريس         | سويسرا             | 10.32          | SB             |
| 7                  | 2                  | إسرائيل أولاتوندي  | جمهورية أيرلندا    | 10.40          |                |
| –                  | 8                  | ماتيو ميلوزو       | إيطاليا            | DNF            |                |
| اتجاه وسرعة الرياح | اتجاه وسرعة الرياح | اتجاه وسرعة الرياح | اتجاه وسرعة الرياح | +0.7 متر/ثانية | +0.7 متر/ثانية |

#### نصف النهائي الثاني
نتائج تصفيات الجولة نصف النهائي الثاني من سباق 100 متر للرجال.
| المركز             | المسار             | الرياضية           | البلد              | الوقت          | الملاحظات      |
| ------------------ | ------------------ | ------------------ | ------------------ | -------------- | -------------- |
| 1                  | 6                  | تشيتورو علي*       | إيطاليا            | 10.11          | Q              |
| 2                  | 4                  | أوين أنساه*        | ألمانيا            | 10.18          | Q              |
| 3                  | 5                  | دومينيك كوبيتش*    | بولندا             | 10.28          |                |
| 4                  | 7                  | تيمير بيرنت*       | هولندا             | 10.33          |                |
| 5                  | 2                  | روبرتو ريجالي      | إيطاليا            | 10.36          |                |
| 6                  | 8                  | يان فولكو          | سلوفاكيا           | 10.38          |                |
| 7                  | 9                  | كارلوس ناسيمنتو    | البرتغال           | 10.43          |                |
| 8                  | 3                  | كايهان أوزير       | تركيا              | 10.45          |                |
| اتجاه وسرعة الرياح | اتجاه وسرعة الرياح | اتجاه وسرعة الرياح | اتجاه وسرعة الرياح | +0.3 متر/ثانية | +0.3 متر/ثانية |

#### نصف النهائي الثالث
نتائج تصفيات الجولة نصف النهائي الثالث من سباق 100 متر للرجال.
| المركز             | المسار             | الرياضية            | البلد              | الوقت          | الملاحظات      |
| ------------------ | ------------------ | ------------------- | ------------------ | -------------- | -------------- |
| 1                  | 5                  | مارسيل جاكوبس*      | إيطاليا            | 10.05          | Q              |
| 2                  | 3                  | بابلو ماتيو         | فرنسا              | 10.17          | Q, =SB         |
| 3                  | 9                  | جويليم كريسبي       | إسبانيا            | 10.19          | q, PB          |
| 4                  | 8                  | سايمون هانسن        | الدنمارك           | 10.22          | R              |
| 5                  | 4                  | تشيجيندو يوجاه      | بريطانيا العظمى    | 10.24          |                |
| 6                  | 7                  | يانيك ولف*          | ألمانيا            | 10.32          |                |
| 7                  | 2                  | أني كورين برابوتنيك | سلوفينيا           | 10.44          |                |
| 8                  | 6                  | سامولي صامويلسون*   | فنلندا             | 10.59          | SB             |
| اتجاه وسرعة الرياح | اتجاه وسرعة الرياح | اتجاه وسرعة الرياح  | اتجاه وسرعة الرياح | +0.5 متر/ثانية | +0.5 متر/ثانية |

### النهائي
انسحب الألماني روبن غانتر من النهائي، وحل محله ثاني أفضل لاعب من نصف النهائي، سيمون هانسن.
| المركز             | المسار             | الرياضية           | البلد              | الوقت          | الملاحظات      |
| ------------------ | ------------------ | ------------------ | ------------------ | -------------- | -------------- |
| الأول              | 5                  | مارسيل جاكوبس      | إيطاليا            | 10.02          | SB             |
| الثاني             | 7                  | تشيتورو علي        | إيطاليا            | 10.05          | PB             |
| الثالث             | 4                  | روميل غليف         | بريطانيا العظمى    | 10.06          |                |
| 4                  | 6                  | هنريك لارسون       | السويد             | 10.16          |                |
| 5                  | 3                  | أوين أنساه         | ألمانيا            | 10.17          |                |
| 6                  | 2                  | جويليم كريسبي      | إسبانيا            | 10.18          | PB             |
| 7                  | 9                  | سايمون هانسن       | الدنمارك           | 10.19          | PB             |
| 8                  | 8                  | بابلو ماتيو        | فرنسا              | 10.22          |                |
| –                  | –                  | روبن غانتر         | ألمانيا            | DNS            |                |
| اتجاه وسرعة الرياح | اتجاه وسرعة الرياح | اتجاه وسرعة الرياح | اتجاه وسرعة الرياح | +0.7 متر/ثانية | +0.7 متر/ثانية |